# ژوانگ معیار
ژوانگ معیار (ژوانگ: Vahcuengh، چینی ساده‌شده: 壮语; چینی سنتی: 壯語; پین‌یین: Zhuàngyǔ) گونه معیار رسمی زبان ژوانگ از زبان‌های تای شمالی است. ژوانگ معیار دارای گونه‌های گفتاری و نوشتاری است. این زبان، گونه معیار ملی زبان‌های ژوانگ است، اگرچه در استان یون‌نان یک گونه معیار محلی نیز وجود دارد.